# Майдан-Великий (Грубешівський повіт)
Майдан Великий (пол. Majdan Wielki) — село в Польщі, у гміні Тріщани Грубешівського повіту Люблінського воєводства.
Населення — 136 осіб (2011).
У 1975-1998 роках село належало до Замойського воєводства.

## Демографія
Демографічна структура станом на 31 березня 2011 року:
|          | Загалом | Допрацездатний вік | Працездатний вік | Постпрацездатний вік |
| -------- | ------- | ------------------ | ---------------- | -------------------- |
| Чоловіки | 65      | 15                 | 40               | 10                   |
| Жінки    | 71      | 12                 | 38               | 21                   |
| Разом    | 136     | 27                 | 78               | 31                   |